# Sheldon Lewis
Sheldon Lewis (20 april 1868 - 7 mei 1958) was een Amerikaanse acteur ten tijde van de stomme film.

## Levensloop en carrière
Lewis begon zijn filmcarrière pas op latere leeftijd, in 1914, in The Exploits of Elaine naast Pearl White. In 1921 verscheen hij naast Dorothy Gish en Lillian Gish in Orphans of the Storm. Hij speelde ook naast andere sterren als Lila Lee, Doris Kenyon, Evelyn Brent en John Barrymore. 
Lewis was gehuwd met actrice Virginia Pearson. Hoewel officieel van haar gescheiden in 1928 leefden ze nog samen tot het einde van hun leven in het Motion Picture & Television Country House and Hospital. Hij overleed in 1958 op 90-jarige leeftijd. Pearson zou een maand later sterven.

## Filmografie (selectie)
- The Exploits of Elaine (1914)
- An Affair of Three Nations (1915)
- The Menace of the Mute (1915)
- The House of Fear (1915)
- The Iron Claw (1916)
- The Hidden Hand (1917)
- Dr. Jekyll and Mr. Hyde (1920)
- Orphans of the Storm (1921)
- The Enemy Sex (1924)
- The Dangerous Flirt (1924)
- Super Speed (1925)
- Silent Sanderson (1925)
- With Buffalo Bill on the U. P. Trail (1926)
- Don Juan (1926)
- The Ladybird (1927)
- The Little Wild Girl (1928)
- The River Woman (1928)
- Tarzan the Tiger (1929)
- Black Magic (1929)
- Terry of the Times (1930)
- The Monster Walks (1932)

- Bibliothèque nationale de France: cb161811292 (data)
- International Standard Name Identifier: 0000 0000 7690 8024
- Library of Congress Control Number: no2006051492
- SNAC: w6nm7dfc
- Virtual International Authority File: 12059577
- WorldCat: E39PBJymt8CGrtthchC6dJ4Xh3